# Christoph Links
Pour les articles homonymes, voir Links.
Christoph Links, né le 15 septembre 1954 à Caputh (district de Potsdam), alors en République démocratique allemande, est un auteur et éditeur allemand.

## Biographie
Christoph Links étudie la philosophie et les études latino-américaines de 1975 à 1980 à l'université Humboldt de Berlin et à l'université de Leipzig. De 1980 à 1986, il est rédacteur en chef au Berliner Zeitung chargé de l'Amérique latine et est critique littéraire  pour le magazine culturel Sonntag (de). À partir de 1986, il est assistant du directeur de la publication d'Aufbau-Verlag (à Berlin et Weimar). Après l'abolition de la censure au 1er décembre 1989, il fonde Links Verlag, l'une des premières maisons d'édition privées de la RDA en mettant l'accent sur la politique et l'histoire du XXe siècle. Il a écrit des livres et des articles sur les changements politiques et économiques en Allemagne de l'Est et, en 2008, il a obtenu son doctorat avec la thèse « Transfiguration de l'industrie de l'édition allemande de l'Est dans le processus de l'unification allemande » (Das Schicksal der DDR-Verlage. Die Privatisierung und ihre Konsequenzen). Christoph Links a été membre du conseil de surveillance de la Foire du livre de Francfort et membre du conseil consultatif pour les moyennes entreprises du ministère fédéral de l'économie de 1998 à 2005.